# 匈牙利总工人党
匈牙利总工人党（匈牙利語：Magyarországi Általános Munkáspárt，缩写为MÁMP）是匈牙利历史上的一个社会主义政党。该党成立于1880年5月16日，由匈牙利工人党和非选民党合并而成。该党的领导人是弗兰克尔·列奥。匈牙利内政部禁止该党使用“社会民主党”这一名称，因为该术语被认为具有革命色彩。
该党的主要刊物是《人民的话》及其德语版《工人每周编年史》。
该党的意识形态主要基于《哥达纲领》，但有所不同。1881年，弗兰克尔被捕后，党的领导权转移至较温和的派系，这些派系逐渐偏离阶级斗争和无产阶级国际主义思想。
1889年，该党参与创建第二国际。1890年，该党改组为匈牙利社会民主党。